# Oklo
Oklo es un lugar en Gabón, en África Occidental.

Fisión nuclear inducida involucrando uranio-235.

Es famoso por albergar una veintena de sitios en los cuales tuvieron lugar reacciones de fisión nuclear sostenidas hace aproximadamente dos mil millones de años. Este hecho fue descubierto en 1972 cuando se encontraron en ciertas muestras de uranio mediciones de la abundancia relativa de los dos isótopos más significativos del uranio, uranio-235 y uranio-238, inferiores a 0,720 %, que es la habitual en otras muestras de la superficie terrestre, incluso en meteoritos.
Un estudio determinó que la causa era que en ese lugar había habido una alta concentración de uranio debido a lo cual se originaron reacciones nucleares de fisión. Se han realizado varios estudios del material depositado en Oklo, de los que se ha deducido que la potencia liberada era muy pequeña, del orden de 100 kW (kilovatios), pero el ciclo se mantuvo a lo largo de varios centenares de miles de años. Se calcula que en este periodo la energía total liberada fue de unos 130 millones de MWh (megavatios-hora).
Clave para la creación de los reactores fue que, en esa época, la abundancia de U-235 fisible era de aproximadamente el 3 %, un porcentaje de enriquecimiento similar al utilizado en la actualidad por las centrales nucleares. 
Esto se debe a que el periodo de semidesintegración del U-235 es casi siete veces menor que el del U-238 (La abundancia actual de U-235 en uranio es del 0,720 %, inferior al mínimo necesario para originar una reacción en cadena autosostenida, por tanto, en la actualidad no es posible un reactor natural en la Tierra). Además el yacimiento tenía una alta concentración de uranio y penetraba el agua subterránea, la cual actuó como moderador neutrónico, necesario para que se autoinicie la reacción en cadena.